# Zápas na Letních olympijských hrách 1980 – muži, řecko-římský do 74 kg
Zápas řecko-římský ve váhové kategorii do 74 kg probíhal na Letních olympijských hrách 1980 v Moskvě, v atletické hale CSKA Moskva. O medaile se utkalo celkem 15 zápasníků.

## Turnajové výsledky
Za prohru zápasníci získávají záporné body. 6 bodů vyřazuje zápasníka z dalších bojů. Poté, co zbývají poslední tři borci, utkají se tito ve finálovém kole o medaile.
Legenda
- TF — Lopatkové vítězství
- IN — Vítězství pro soupeřovo zranění
- DQ — Vítězství pro soupeřovu pasivitu
- D1 — Vítězství pro soupeřovu pasivitu, vítěz taktéž napomínán
- D2 — Oba zápasníci diskvalifikováni pro pasivitu
- FF — Kontumační vítězství
- DNA — Soupeř nenastoupil
- TPP — Trestné body celkem
- MPP — Trestné body za zápas

Sankce
- 0 - Lopatkové vítězství, technická převaha, pro pasivitu, zranění soupeře, nenastoupení
- 0,5 - Výhra na body, 8-11 bodů rozdíl
- 1 - Výhra na body, 1-7 bodů rozdíl
- 2 - Výhra pro pasivitu, vítěz taktéž napomínán
- 3 - Prohra na body, 1-7 body rozdíl
- 3,5 - Prohra na body, 8-11 bodů rozdílu
- 4 - Prohra lopatková, technickou převahu, pro pasivitu, zranění, nenastoupení

### Kolo 1
| TPP | MPP |                           | Score     |                          | MPP | TPP |
| --- | --- | ------------------------- | --------- | ------------------------ | --- | --- |
| 0   | 0   | Ferenc Kocsis (HUN)       | TF / 4:38 | Kaj Jægergaard (DEN)     | 4   | 4   |
| 4   | 4   | Karolj Kasap (YUG)        | DQ / 7:57 | Janko Chopov (BUL)       | 0   | 0   |
| 3   | 3   | Jacques van Lancker (BEL) | 6 - 8     | Vítězslav Mácha (TCH)    | 1   | 1   |
| 4   | 4   | Jamal Moughrabi (SYR)     | TF / 3:35 | Lennart Lundell (SWE)    | 0   | 0   |
| 1   | 1   | Anatolij Bykov (URS)      | 6 - 5     | Wiesław Dziadura (POL)   | 3   | 3   |
| 4   | 4   | Idalberto Barbán (CUB)    | TF / 1:31 | Mikko Huhtala (FIN)      | 0   | 0   |
| 1   | 1   | Gheorghe Minea (ROU)      | 12 - 6    | Lutfi Shihab Ahmed (IRQ) | 3   | 3   |

### Kolo 2
| TPP | MPP |                           | Score     |                          | MPP | TPP |
| --- | --- | ------------------------- | --------- | ------------------------ | --- | --- |
| 0   | 0   | Ferenc Kocsis (HUN)       | DQ / 7:13 | Karolj Kasap (YUG)       | 4   | 8   |
| 8   | 4   | Kaj Jægergaard (DEN)      | TF / 2:28 | Janko Chopov (BUL)       | 0   | 0   |
| 3   | 0   | Jacques van Lancker (BEL) | TF / 2:47 | Jamal Moughrabi (SYR)    | 4   | 8   |
| 2   | 1   | Vítězslav Mácha (TCH)     | 3 - 3     | Lennart Lundell (SWE)    | 3   | 3   |
| 1   | 0   | Anatolij Bykov (URS)      | DQ / 4:58 | Idalberto Barbán (CUB)   | 4   | 8   |
| 4   | 1   | Wiesław Dziadura (POL)    | 4 - 3     | Gheorghe Minea (ROU)     | 3   | 4   |
| 0   | 0   | Mikko Huhtala (FIN)       | DQ / 5:56 | Lutfi Shihab Ahmed (IRQ) | 4   | 7   |

### Kolo 3
| TPP | MPP |                           | Score     |                       | MPP | TPP |
| --- | --- | ------------------------- | --------- | --------------------- | --- | --- |
| 1   | 1   | Ferenc Kocsis (HUN)       | 4 - 3     | Janko Chopov (BUL)    | 3   | 3   |
| 7   | 4   | Jacques van Lancker (BEL) | DQ / 7:08 | Lennart Lundell (SWE) | 0   | 3   |
| 5   | 3   | Vítězslav Mácha (TCH)     | 2 - 4     | Anatolij Bykov (URS)  | 1   | 2   |
| 7   | 3   | Wiesław Dziadura (POL)    | 3 - 7     | Mikko Huhtala (FIN)   | 1   | 1   |
| 4   |     | Gheorghe Minea (ROU)      |           | Bye                   |     |     |

### Kolo 4
| TPP | MPP |                       | Score     |                       | MPP | TPP |
| --- | --- | --------------------- | --------- | --------------------- | --- | --- |
| 8   | 4   | Gheorghe Minea (ROU)  | TF / 2:45 | Ferenc Kocsis (HUN)   | 0   | 1   |
| 4   | 1   | Janko Chopov (BUL)    | 6 - 2     | Vítězslav Mácha (TCH) | 3   | 8   |
| 6   | 3   | Lennart Lundell (SWE) | 4 - 10    | Anatolij Bykov (URS)  | 1   | 3   |
| 1   |     | Mikko Huhtala (FIN)   |           | Bye                   |     |     |

### Kolo 5
| TPP | MPP |                     | Score     |                      | MPP | TPP |
| --- | --- | ------------------- | --------- | -------------------- | --- | --- |
| 5   | 4   | Mikko Huhtala (FIN) | TF / 5:44 | Ferenc Kocsis (HUN)  | 0   | 1   |
| 7   | 3   | Janko Chopov (BUL)  | 4 - 5     | Anatolij Bykov (URS) | 1   | 4   |

### Finále
Výsledky z předchozích kol se započítávají do finále (žlutě zvýrazněno)
| TPP | MPP |                     | Score     |                      | MPP | TPP |
| --- | --- | ------------------- | --------- | -------------------- | --- | --- |
|     | 4   | Mikko Huhtala (FIN) | TF / 5:44 | Ferenc Kocsis (HUN)  | 0   |     |
| 7   | 3   | Mikko Huhtala (FIN) | 4 - 7     | Anatolij Bykov (URS) | 1   |     |
| 2   | 2   | Ferenc Kocsis (HUN) | D1 / 7:21 | Anatolij Bykov (URS) | 4   | 5   |

## Finálové pořadí
1. Ferenc Kocsis (HUN)
2. Anatolij Bykov (URS)
3. Mikko Huhtala (FIN)
4. Janko Chopov (BUL)
5. Lennart Lundell (SWE)
6. Vítězslav Mácha (TCH)
7. Gheorghe Minea (ROU)
8. Jacques van Lancker (BEL)